# 프레데리크 4세

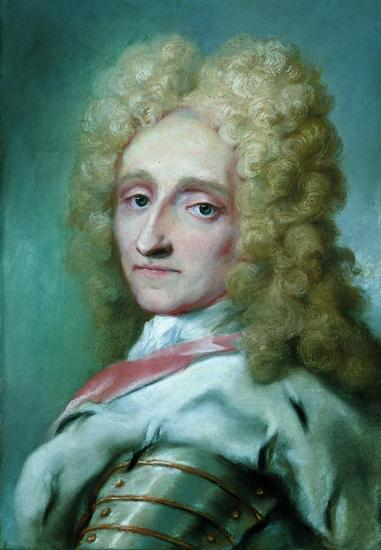
프레데리크 4세

프레데리크 4세(덴마크어: Frederik IV, 노르웨이어: Frederik IV, 1671년 10월 11일 ~ 1730년 10월 12일)는 덴마크의 국왕(재위: 1699년 8월 25일 ~ 1730년 10월 12일)이자 노르웨이의 국왕(재위: 1699년 8월 25일 ~ 1730년 10월 12일)이다.

## 생애
덴마크 코펜하겐에 위치한 코펜하겐 성에서 크리스티안 5세 국왕과 그의 아내인 헤센카셀(Hessen-Kassel)의 샤를로테 아말리에(Charlotte Amalie)의 아들로 태어났다. 1699년 8월 25일에 사망한 크리스티안 5세의 뒤를 이어 덴마크, 노르웨이의 국왕으로 즉위했다. 1702년에는 중세 후기부터 셸란섬에 거주하던 농민들이 경험했던 일종의 농노제인 보르네스카브(Vornedskab)를 폐지시켰다.
1700년부터 1721년까지 일어난 대북방 전쟁에서 덴마크군을 지휘했다. 1712년 12월에 일어난 가데부슈(Gadebusch) 전투에 참전한 덴마크군은 작센 선제후국과 함께 스웨덴을 상대로 교전을 벌였지만 패배하고 만다. 덴마크는 대북방 전쟁에서 승리했지만 스웨덴 남부를 탈환하는 데에는 실패하고 만다. 그렇지만 대북방 전쟁을 계기로 홀슈타인고트로프(Holstein-Gottorp) 공국은 소멸되었고 덴마크는 슐레스비히홀슈타인을 탈환하게 된다.
대북방 전쟁 이후에는 덴마크의 문화, 예술, 건축 등의 분야를 후원하면서 덴마크의 무역, 문화 발전에 크게 기여했다. 1722년에는 코펜하겐에서 덴마크 최초의 극장인 릴레 그뢰네가데 극장(Lille Grønnegade)이 문을 열었으며 극작가인 루드비 홀베르(Ludvig Holberg)가 창작 활동을 시작했다. 또한 루터교 선교사인 한스 에게데(Hans Egede)에 의해 그린란드 개척이 시작되었다.
프레데리크 4세가 덴마크의 국왕으로 있던 기간 동안에 덴마크의 코펜하겐은 두 차례의 큰 재난을 입었다. 1711년에는 페스트가 유행했고 1728년 10월에는 중세 시대에 건설된 도시의 대부분을 파괴시킨 대화재가 일어났다.
1695년 12월 5일에는 메클렌부르크귀스트로프(Mecklenburg-Güstrow)의 루이제(Louise)와 결혼했고 1703년 9월 6일에는 피레크(Vieregg)의 엘리자베트 헬레네(Elisabeth Helene)와 중혼했다. 1712년 6월 26일에는 안나 소피 레벤틀로브(Anne Sophie Reventlow)와 재혼했다. 슬하에 8명의 자녀를 두었으며 첫 번째 아내 사이에서는 5명, 두 번째 아내 사이에서는 1명, 세 번째 아내 사이에서는 3명의 자녀를 두었다.
말년에는 건강 악화로 인해 경건주의에 심취하기도 했으며 1730년 10월 12일 오덴세에 위치한 오덴세 성에서 사망했다. 그의 시신은 로스킬레 대성당에 안치되었으며 그의 왕위는 아들인 크리스티안 6세가 승계받았다.